# 温德姆剧院
温德姆剧院（Wyndham's Theatre）是一个西区剧院，位于英国伦敦西敏市查令十字路，1898年由W.G.R. 斯普拉格设计，拥有759个座位。1960年9月列为II*级登录建筑。

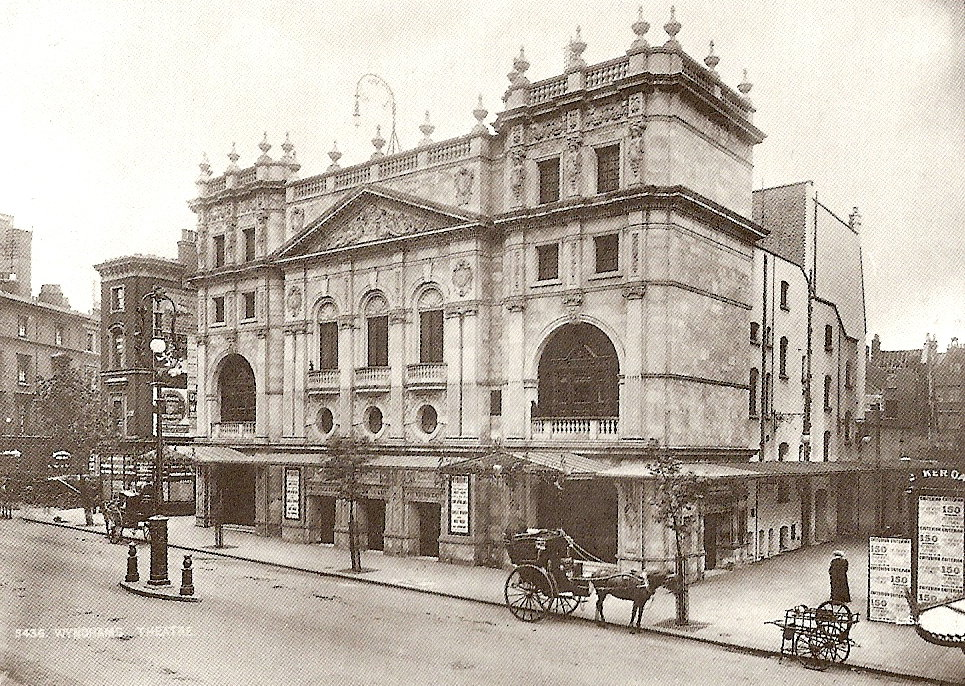